# Piana (riu)
|  | Per a altres significats, vegeu «Piana». |

El Piana - Пьяна (rus) - és un riu de Rússia, un afluent del Surà. Passa per l'óblast de Nijni Nóvgorod i per la República de Mordòvia.
Té una llargària de 436 km i drena una conca de 8.060 km². El seu cabal mitjà és de 25 m³/s a 65 km de la seva desembocadura al Surà. El seu cabal màxim és de 1.500 m³/s i el mínim de 12 m³/s. És navegable al seu curs inferior, i les principals viles per on passa són Perevoz i Sergatx.